# 鹿児島ユナイテッドFC
鹿児島ユナイテッドFC（かごしまユナイテッドエフシー、英: Kagoshima United FC）は、日本の鹿児島県鹿児島市をホームタウンとする、日本プロサッカーリーグ（Jリーグ）に加盟するプロサッカークラブ。

## 概要
2014年に九州サッカーリーグ（Kyuリーグ）所属のヴォルカ鹿児島とFC KAGOSHIMAが、日本プロサッカーリーグ（Jリーグ）への加盟を目指すにあたってJリーグ側から申請一本化を求められたこともあり（詳細後述）、鹿児島県サッカー協会が仲介役となって両クラブが統合して発足した。チームスローガンは「鹿児島をもっとひとつに。」。クラブ名と別に公募により『よかにせイレブン』の愛称が制定された。
当初はクラブ名については一般公募も予定していたが、クラブ統合とJFL加盟申請の時間的な余裕がないため、両クラブ協議のうえで「鹿児島ユナイテッドFC」というクラブ名とすることを決めた。
クラブ名については英語で「連合」「合併」を意味する "United" から成る。これは、
1. ヴォルカ鹿児島とFC KAGOSHIMAの統合
2. 薩摩・大隅の両半島を含む鹿児島県民全体で協力してチームを盛り上げていく
3. 県内外の鹿児島を愛する人々の団結力

の意味が込められているという。また、クラブスローガン共々「本土、離島、そして県外、世界中の鹿児島にゆかりのある人たちの鹿児島愛をひとつにし、それらを鹿児島のチカラに変えられる存在になること」の意図を持っているという。
運営会社は株式会社鹿児島プロスポーツプロジェクト、ホームスタジアムは白波スタジアム、練習場は鹿児島県立サッカー・ラグビー場である（詳細は#スタジアムを参照）。
チームカラーは白および紺。クラブエンブレムは、鹿児島のシンボルである桜島と錦江湾をイメージした絵をバックに、ヴォルカ鹿児島のチームカラーの赤とFC KAGOSHIMAのチームカラーのライトブルーを配したデザインで、「鹿児島を日本全国、世界へと発信できるクラブになっていく決意」を表現している。マスコットキャラクターは薩摩犬をモチーフとしたゆないくーである。

## 歴史

### 設立までの経緯、JFL参入へ
ヴォルカ鹿児島とFC KAGOSHIMAは、元々はそれぞれが別々にJリーグ加盟を目指していたが、同じ鹿児島県立鴨池陸上競技場をホームスタジアムとしていることもあり申請の一本化を図るべく、2012年12月にチームが統合することで基本合意したと発表された が、統合後のクラブの代表者人選や債務引き継ぎといった運営実務面での意見がまとまらず、2012年12月25日にKyuリーグ加盟のためのタイムリミットを迎えたこともあり、統合は一度破談となっていた。
2013年、両チームは前年同様にJリーグ準加盟申請を行うべく準備を進めたが、Jリーグ側から改めて「両チームが統合し、申請を一本化することが望ましい」との指導を受け、ともに準加盟申請を断念した。このことから両チームは改めてクラブの統合について協議、2014年にクラブを統合することになった。
2013年シーズンのKyuリーグなどの結果を受けて出場した第37回全国地域サッカーリーグ決勝大会（地域決勝）で両クラブ共に決勝ラウンドに進出したことで、「（いずれかのクラブが）地域決勝3位以内」というJFL入会基準 が確定した。これを受けて鹿児島ユナイテッドFCとしてJFL入会申請を行い、12月4日のJFL理事会で入会が承認された。

### 2014年 - 2015年（JFL）
2014年
監督にはFC KAGOSHIMA監督の大久保毅が、ヘッドコーチにヴォルカ鹿児島コーチ（選手兼任）の登尾顕徳、コーチ（鹿児島ユナイテッドFCセカンド監督兼任）にバニーズ京都SC元コーチの森田栄治が就任。トップチームにはヴォルカ鹿児島から12人、FC KAGOSHIMAから11人が加入。さらに藤枝からDF冨成慎司、町田からMF柳崎祥兵、北九州からGK武田大を完全移籍で、北九州からDF谷口功を期限付き移籍で獲得。シーズン途中には元東京VのDF関光博が新加入、地元出身で岡山（岡山ネクスト）のFW新中剛史が期限付き移籍で加入した。
ファーストステージは1位のHonda FCと同勝ち点の2位。セカンドステージは3位。年間の勝点は京都に次ぐ2番目であった（順位はレギュレーションによりHonda・佐川印刷京都に次ぐ3位）。天皇杯では、2回戦で徳島に敗れた。シーズン終了後、大久保が契約満了で監督を退任。
11月29日、Jリーグ百年構想クラブの申請書類をJリーグに提出した。
2015年
元福岡監督の浅野哲也が監督に就任、ヘッドコーチの登尾顕徳がゼネラルマネージャーに就任。サムットソンクラームFC（タイ）からFW田原豊、岐阜からDF田中秀人、熊本からMF五領淳樹、沼津からMF高野光司が加入。期限付き加入中だったFW新中剛史とDF谷口功が完全移籍加入した。シーズン途中には水戸から期限付き移籍でDF山﨑貴雅、セルビア2部・FKシンジェリッチ・ベオグラードからFWネナド・ジヴコヴィッチを獲得。
2月23日、Jリーグ理事会においてJリーグ百年構想クラブとして認定された。天皇杯は、1回戦でしまねに敗れた。11月8日のJFL・2ndステージ第14節で4位以内が確定し、11月17日にJリーグ理事会にて2016年からのJリーグ入会が承認された。
シーズン終了後、田原豊ら6人の選手が退団した。

### 2016年 - 2018年（J3）
2016年
チームスローガン：「つなぐ つながる」
浅野体制2年目。この年よりチームスローガンを制定した。
SP京都FCから藤本憲明、麻生瞬、山岡哲也が移籍加入、鹿屋体育大学からDF寺田匡史と九州大学サッカー得点王のMF中原優生ら大学生4人を獲得。さらに2014年にロアッソ熊本から吉井孝輔が現役復帰した。
この年、J2ライセンスの申請を行ったが、ホームスタジアムがJ2スタジアム基準を満たさないとして不交付の判定となり、成績の如何を問わずJ2昇格は不可能（J3残留が決定）となった（詳細は後述）。
第3節にJ3初勝利。第7節から第14節まで3連勝を含む8試合負けなし（6勝2分）で、第12節終了後から第14節までは首位に立つ。後半戦も4位以上をキープし、一時は2位に浮上したものの、最終4節で未勝利（1分3敗）で最終順位は5位。天皇杯は1回戦で福岡に敗れた。
シーズン終了直前の11月18日、浅野の監督退任を発表。シーズン終了後には、金久保彩の期限付き移籍期間が満了、武田大が長野へ移籍、柳崎祥兵、高野光司、山本啓人、新中剛史が現役を引退、福島立也がJFL・V大分へ完全移籍した。
2017年
チームスローガン：「勇情」
新監督に前富山監督の三浦泰年が就任。
鹿児島県出身で横浜FCから松下年宏、長崎から上本大海が完全移籍で加入した他、北信越1部・サウルコス福井から木村魁人を完全移籍で獲得。前年活動を終了した鹿児島ユナイテッドFCセカンドから角野翔汰が昇格、福岡大学から野嶽惇也、岩崎知瑳が加入した。またタイU-23代表のシティチョーク・パソが期限付き移籍で加入した。
シーズン中には、元鳥栖の丹羽竜平が加入、北九州から中原秀人が完全移籍で、横浜FCからナ・ソンス、町田からドリアン・バブンスキーを期限付き移籍で獲得。また、藤井貴之が東京武蔵野シティFCへ、木村魁人が古巣の北信越1部・サウルコス福井へ期限付き移籍した。
J3リーグ開幕戦、藤枝を相手に5-0と大勝、暫定首位となる。第2節の敗戦の後、第3節から3連勝し、第4・5節終了時には暫定2位となったものの、その直後第9節の休みを挟んで4連敗し10位まで順位を下げ、J3リーグが約1ヶ月の中断期間に入る直前の第18節終了時には、9勝1分7敗の勝点28、J2自動昇格圏の2位とは勝点差7の5位となる。天皇杯では、2回戦で広島に敗れた。
9月26日、2018シーズンにおけるJ1・J2ライセンスの審査結果が発表。J2ライセンスが交付されることとなり、初めてJ2昇格が可能となった。
その後、第27節終了時には2位まで勝点差2と迫ったが、第28節から2連敗、第32節で引き分けたため2位以内が消滅。最終成績は17勝4分11敗、勝点55の4位。なお、藤本憲明が24得点を挙げ2年連続でリーグ戦得点王となった。シーズン終了後、上本、井上渉、山田裕也が現役を引退。藤本が大分に移籍したのを始めに丹羽、バブンスキー等合わせて9選手が他クラブに移籍した。
2018年
チームスローガン：「KAGOSHIMA SPIRIT ～僕らの維新2018～」
三浦体制2年目。
C大阪から阪本将基、大分から黒木恭平、岡山から田中奏一、アナポリスFC（ブラジル）からキリノ等、合わせて8選手が完全移籍で加入し、C大阪からアン・ジュンスが期限付き移籍で加入した。夏の移籍期間では、黒木が京都、アレックスが栃木SCに移籍した一方で、栃木から牛之濱拓、横浜FCから中山雄希、徳島から薗田卓馬が期限付き移籍で加入した。
開幕から4戦で1勝1分2敗でスタートしたが、第6節から12試合負けなし（7勝5分）で、第11節終了時から第16節終了時には暫定首位となる。第17節アウェー北九州戦が平成30年7月豪雨の影響で延期となり、その間他会場の結果により暫定首位陥落、さらに第19節で13試合ぶりにホーム群馬戦で敗戦し、夏の中断期間直前時点で暫定3位となるが、中断期間開け直前に日程変更された北九州戦で引き分けた後4連勝し第20節終了時に再度暫定2位浮上、勝点差1で首位との直接対決となった第24節アウェー琉球戦で0-4と完敗し、勝点で並ばれた沼津に得失点差で抜かれ一旦暫定3位となるが、第25節で再び暫定2位浮上、それ以降は第27節アウェー鳥取戦で1-5と大敗、第29節ホーム富山戦で1-2で惜敗するなどし、第27節終了時には3位群馬と4位沼津に勝点差1まで迫られたものの暫定2位を維持する。11月25日、第33節ホーム最終戦で、2位以内の可能性を残していた4位沼津との直接対決に1-0で勝利、前日に3位群馬も敗れていたため、最終戦を待たずにJ3年間2位が確定し、チーム設立5年目、J3参戦3年目にして初のJ2昇格を決めた。シーズン終了後、三浦泰が監督を退任した。
天皇杯は、2回戦でJ2アビスパ福岡に敗れた。

### 2019年 （J2）
チームスローガン： 「survive!」
新監督として、前年J3優勝の琉球の監督を務めた金鍾成が就任。
松下年宏が現役を引退し、木村魁人と角野翔汰が契約満了で、中山雄希が移籍期間満了により退団。また、川森有真が沼津へ、岩崎知瑳がFCマルヤス岡崎に期限付き移籍した。期限付き移籍していた選手では寺田匡史が新たに三重へ期限付き移籍し、黒木恭平は京都へ完全移籍した。
補強面では、薗田卓馬が栃木SCから、牛之濵拓が徳島から完全移籍に移行した他、鹿児島市出身の八反田康平が名古屋から、酒本憲幸と米澤令衣がC大阪から、堤俊輔が福岡から、ウイリアンが大分から（6月に契約解除）、枝本雄一郎が琉球から、砂森和也と大西勝俉が沼津からいずれも完全移籍で、韓勇太が松本山雅から期限付き移籍で加入。新人選手として野嶽寛也が鹿児島U-18より昇格した。J2開幕戦、ホーム白波スタジアムでの徳島戦を、後半終了間際の中原秀人のゴールにより4-3で勝利したものの、その直後に2連敗、1引分を挟んで5連敗し、第6節に21位、第7節には最下位に転落する。第10節からの4試合を3勝1分とし、16位まで上げたものの、直後に3連敗で再び21位に低下、一旦18位まで戻るが再び連敗で前半戦終了時には19位、しかし第20節から2度目の5連敗で再び21位に低下する。その後途中補強で4月に福島ニウド、夏の移籍期間でF東京から平川怜、柏から猿田遥己、琉球から和田凌、アポロンラリッサからルカオ、釜山アイパークからヨン・ジェミンが加入した。第26節以降、第31節からシーズン3度目の5連敗を喫するも、第41節までは20位を維持していた。しかし、最終節アウェイでの福岡戦は一度は追いつくも1-2で敗戦。さらに勝ち点差3で追っていた21位栃木がアウェイで千葉に勝利したために最終的に勝点40で並び、得失点差で栃木に上回られたことにより最終順位は21位となった。J2リーグ終了時点で、J3リーグでJ2ライセンスを持たない藤枝がJ2昇格圏の2位以内に入れば鹿児島はJ3リーグ降格を免れる事ができたが、その後J3リーグの全日程が終了し藤枝が3位、北九州が2位、群馬が1位に終わった為、鹿児島のJ3への降格が決定した。J2に昇格したチームの降格はJ3リーグ創設後初、J3リーグ創設前を含めても、2012年の町田以来7シーズンぶり2例目、1シーズンでの降格も同じく町田以来2例目となった。
J2に昇格したことで初めて県大会を免除された天皇杯では（2回戦）で直近の4大会で3度目の対戦となった福岡と対戦。延長戦の末1-2で敗れている。

### 2020年 - 2023年（J3）

#### 2020年
チームスローガン：「STAND UP ~Greatful to Kagoshima~」
金体制2年目。
前身のFC KAGOSHIMAから在籍した田上裕、もう一つの前身のヴォルカ鹿児島から在籍した赤尾公、永畑祐樹をはじめ、吉井孝輔、田中秀人、西岡謙太、冨成慎司、藤井貴之、堤俊輔、中原優生、谷口功の11選手が引退。山岡哲也がFC刈谷へ、ヨン・ジェミンが水原FCへ完全移籍、ルカオが金沢へ期限付き移籍した。期限付き移籍加入していたアン・ジュンス、猿田遥己、平川怜、韓勇太は移籍期間満了により退団した。
一方で期限付き移籍していた岩﨑知瑳、川森有真が復帰した他、青山直晃がG大阪から、田辺圭佑と畑実が熊本から、馬場賢治（前年度途中から岐阜に期限付き移籍）が大分から、三宅海斗が栃木SCから、ジョン・ガブリエル（前年度途中から栃木シティFCに期限付き移籍）が相模原から完全移籍で、藤原広太朗が栃木から、井澤春輝（前年度徳島に期限付き移籍）が浦和から期限付き移籍で加入。新卒選手として中村健人が明治大学より入団した。また，前FCカスカヴェウのフォゲッチが加入した。シーズン途中にはアルビレックス新潟から育成型期限付き移籍で岡本が加入した。
前半戦は第13節からの3連勝などあったものの、第17節終了時点で、2位熊本と勝点差11の7位となる。後半戦に入り、第23節からの3連敗などもあり、第30節時点でも9位となっていたが、その第30節から5連勝でシーズンを終え、最終順位は4位、2位相模原とは勝点差3だった。同シーズンを以て金が契約満了により監督を退任した。

#### 2021年
チームスローガン：「劇走 ~PRIDE of KAGOSHIMA~」
新監督として前横浜FMヘッドコーチのアーサー・パパスが就任。
5月28日、家庭の事情を理由としてパパスが監督を退任（同時にアシスタントコーチ兼コンディショニングコーチのスケンデロビッチ・ハースィンも退任した）。新監督就任までの間、ヘッドコーチの大島康明が暫定監督として務めた。
7月4日、前三重監督の上野展裕の監督就任が発表された。

#### 2022年
チームスローガン：「ONE TEAM, ONE GAME PRIDE of KAGOSHIMA」
前伊賀FCくノ一三重監督の大嶽直人が監督に就任。甲府から有田光希、新潟からロメロフランク、水戸から木村祐志、長野から広瀬健太、相模原から星広太、讃岐から薩川淳貴、宮崎から井原伸太郎が完全移籍で加入。また、東海学園大学から福田望久斗、桐蔭横浜大学から圓道将良、関西学院大学から渡邉英祐、大阪体育大学から泉森涼太と4名の大卒選手が加入した。さらに、アルビレックス新潟から岡本將成を期限付き移籍でレンタルした。岡本は2020シーズンぶりの鹿児島への復帰である。
28節までは2位だったものの、29節から4戦未勝利(1分3敗)で今シーズン初の連敗を喫するなどして3位転落、シーズン最終盤の2試合を連勝するも21勝3分10敗の3位でシーズン終了。

#### 2023年
チームスローガン：「ITADAKI SOUL -ONE PLAY FOR VICTORY-」
大嶽体制2年目。砂森和也（後日長野へ完全移籍）、八反田康平（同Kyuリーグジェイリース）、衛藤幹弥、濱口功聖（期限付き移籍先のKyuリーグ都農へ完全移籍）と契約満了、白坂楓馬の横浜FMから、小野寺健也の栃木SCからの期限付き移籍満了、大西勝俉が八戸へ完全移籍、牛之濵拓が鳥取へ、石津快が四国サッカーリーグFC徳島へ期限付き移籍。
一方いわてから戸根一誓と松山健太、Y.S.C.C.横浜から河辺駿太郎、いわきから鈴木翔大、宮崎から千布一輝、東京Vから端戸仁、神戸から藤本憲明が完全移籍、横浜FCから大内一生が期限付き移籍で加入、岡本將成の新潟からの期限付き移籍を延長、法政大から堀江貴大、鹿児島ユナイテッドU-18（鹿児島情報高等学校）から武星弥が新加入。
開幕から7試合で2勝3分2敗で、第7節終了時には13位まで順位を落としたものの、第8節からリーグ戦4連勝し 第11節終了時に首位に立つ。しかし直後の奈良戦で引き分け2位に落ちると、その後首位浮上することはなく前半戦最後の首位愛媛戦に敗れ、前半戦終了時点では2位富山に勝点差5の3位。後半戦初戦で富山に勝利したものの、続く第21節から3連敗し5位転落した後の8月22日には登尾顕徳GMと大嶽直人監督を解任し、ヘッドコーチの大島康明が監督に就任する。直後のアウェー北九州戦こそ引き分けだったものの、その試合から7試合連続無敗（5勝2分）を達成し第28節終了時にJ2昇格圏となる2位再浮上。その後3位富山との2位争いを繰り広げたもののその座を譲らず、最終的に勝ち点「62」で並ばれたものの得失点差で上回り2位が確定、5シーズンぶりのJ2復帰を決めた。J3リーグ発足後、J3からJ2への昇格を2度果たしたのは鹿児島が史上初となった。2桁得点を挙げた選手は1人もおらず、米澤と端戸の8得点が最多だったものの、その2選手を含む19人が得点を決め、総得点はトップの愛媛、富山より1点少ないリーグ3位の58、失点はリーグで4番目に少ない41で、得失点差17は同年J3で最高だった。

### 2024年 （J2）

#### 2024年
チームスローガン：We Are The Challengers
大島体制2年目。山本駿亮が山口へ、薩川淳貴が大分へ、木出雄斗がFC大阪へ、鳥取へ期限付き移籍していた牛之濵拓が北九州へ完全移籍、大内一生の期限付き移籍期間満了（同時に松本へ完全移籍）、ウェズレイ・ロドリゲス、ロメロ・フランク、四国サッカーリーグFC徳島へ期限付き移籍していた石津快と契約満了、堀江貴大がJFL鈴鹿へ期限付き移籍。
一方岡本將成の新潟からの期限付き移籍を延長、岐阜からンドカ・チャールスと大野哲煥、金沢から藤村慶太、清水から井林章が完全移籍、徳島から外山凌、山形から田中渉、FC東京（前年途中育成型期限付き移籍で千葉）から西堂久俊が期限付き移籍で加入。
開幕からホームゲーム2試合勝利（徳島、千葉）で、第2節終了時点では昇格プレーオフ圏内の6位まで浮上していたが、第5節アウェー大分戦で0-3と完敗を喫するとそこから6試合勝利なし（2分4敗）で16位まで順位を下げる。
初参戦となったYBCルヴァンカップでは初戦で千葉に勝利したものの2回戦で東京Vに敗れた。
J2第11節ホーム栃木戦でリーグ戦7試合ぶりの勝利の後再び6試合勝利なし（2分4敗）で、アウェーで清水に0-4と完敗した第15節以降はJ3降格圏の18位に低迷。5月25日第17節アウェー藤枝戦で引き分けた翌日の26日付で大島監督を解任。
5月28日、浅野哲也が後任の監督に就任した。2016年シーズン以来8シーズンぶりの監督復帰となる。しかし浅野監督就任後も2連続引き分けで8試合連続勝利なし、前半戦終了時点で17位水戸と勝点差2の18位となる。
後半戦に入り、第20節山形、第21節大分とのホーム連戦でシーズン初の2連勝に成功し、一度16位まで浮上したものの、直後のアウェー2連戦に連敗し再び18位に陥落する。
夏には町田から稲葉修土、沼田駿也、東京Vから永井颯太、山形から有田稜が期限付き移籍加入。また、関西大学の川島功奨の2025年シーズン加入と2024年シーズンの特別指定登録を発表。
一方、3月16日千葉戦でJ初得点を上げた西堂久俊がF東京に復帰（その後FC岐阜へ期限付き移籍）、6月22日大分戦で鹿児島初ゴールを上げた河辺駿太郎が盛岡へ、小島凛士郎がFC大阪へ期限付き移籍。
ホームでの最下位群馬戦に引き分けた後、第25節から8連敗と絶不調に陥り19位へ順位を下げる。その後、第33節、第35節とホームで水戸と愛媛に3-0・4-0で勝利したものの力及ばず、そのまま第36節アウェー長崎戦に敗れた時点で同シーズン18位以下が確定。2度目のJ2も1シーズンでJ3降格となった。
シーズン終了後、浅野監督が退任。
また、この年でJリーグ400試合出場の木村祐志、横浜FMや湘南などで活躍した端戸仁が現役引退。

### 2025年 -（J3）

#### 2025年
トップチーム監督兼ゼネラルマネージャーに相馬直樹が就任。
星広太・いわてに期限付き移籍していた河辺駿太郎が北九州、井林章が讃岐、泉森涼太が鳥栖、鈴木翔大が秋田、松山健太が水戸、戸根一誓が大分、野嶽寛也が山形へ完全移籍。
藤本憲明・中原秀人・有田光希・大野哲煥・10年間チームに在籍し、チームの象徴であった五領淳樹とそれぞれ契約満了。
藤本はいわて、中原・有田はラインメール青森、五領はヴェロスクロノス都農へその後加入。
田中渉の山形から、岡本將成の新潟から、河野諒祐の岡山から（その後相模原に移籍）、外山凌の徳島から（その後FC岐阜へ移籍）、沼田駿也の町田から、永井颯太の東京Vから（その後琉球へ期限付き移籍）の期限付き移籍満了。
立正大学から熊倉匠、山形から藤嶋栄介、山口から田中稔也・ヘナン、長野から杉井颯、大宮から山崎倫、熊本から岡崎慎、町田から青木義孝、今治からアンジェロッティ、東京Vから河村慶人が加入。いわきから近藤慶一、岡山から吉尾虹樹、山形から相馬丞、コンコルディアACからジョアオが期限付き移籍で加入。そして昨シーズン町田から期限付き移籍で加入していた稲葉修土が完全移籍で加入。シーズン開始後の4月にCBのけが人続出により千葉から谷田壮志朗を育成型期限付き移籍で獲得。
3月、クラブ創設時より代表取締役であった徳重剛氏が、関連会社の登記申請に関する電磁的公正証書原本不実記録等の疑いで書類送検され、その後不起訴処分となったものの、その責任をとり代表取締役職を湯脇健一郎氏に交代した。
5月に行われた天皇杯鹿児島県予選決勝で鹿屋体育大学体育会サッカー部を4-1で破り、本大会出場権を獲得。本大会1回戦ではJ2・今治に2-0で勝利し、クラブ創設史上初の天皇杯での上位カテゴリーチームへのアップセットに成功した。その後、本大会2回戦ではJ2・山形に敗退した。

## タイトル・表彰

### クラブ
- 鹿児島県サッカー選手権大会（兼天皇杯鹿児島県予選）：7回
  - 2014年-2018年・2021年-2023年
- J3フェアプレー賞：1回
  - 2020年

### 個人
- J3リーグ
  - 得点王
    - 2016年：藤本憲明
    - 2017年：藤本憲明

  - ベストイレブン
    - 2022年：広瀬健太、有田光希

  - MYアウォーズベストイレブン
    - 2016年：藤本憲明

  - 月間MVP
    - 2020年12月：薗田卓馬
    - 2022年5月：有田光希
    - 2023年10月：米澤令衣

  - 月間ベストゴール
    - 2021年8月：五領淳樹
    - 2025年2・3月：近藤慶一

  - 月間優秀監督賞
    - 2020年12月：金鍾成
- 日本フットボールリーグ
  - ベストイレブン
    - 2014年：小原拓也、赤尾公

## スタジアム
ホームスタジアムは白波スタジアム（白スタ）である。2015年、読売新聞は白波スタジアムにドーピング検査室がなく、更衣室のシャワー数などが足りないなどの基準を満たさないと報じた。2015年2月に行われたJリーグ百年構想クラブのヒアリングではJリーグから改修する必要があると指摘された。
白波スタジアムは2020年に鹿児島で開催予定であった第75回国民体育大会（燃ゆる感動かごしま国体）に向けた改修工事を行うこととし、県では前述の諸要件を満たすための工事を行う意向を示した。なお、新型コロナウイルス流行により、上記国体は2023年に延期された。2016年に鹿児島がJ2ライセンスを申請した際、スタジアム基準のA要件を充足しない「（改修工事を理由に）ホームスタジアムにおいてホームゲームの80％以上を開催できることが書面で合意されていない」点と「（改修工事に伴い2016年にメインスタンドが使用不可になるため）シーズン中を通して観客席10,000人を常時満たすことが確約できない」点が問題視され、クラブライセンス不交付の判定に至った、とクラブでは説明した。また、白波スタジアムの改修工事が完了しても『屋根が観客席の3分の1以上覆っていること』というB等級項目を満たすことが困難であることが明らかになり、白波スタジアムがスタジアム基準を満たすかどうかについてはJリーグの佐藤仁司スタジアム推進グループマネージャーが「具体的に詳細を見ないと分からない」と説明した。このこと並びに白波スタジアムの他競技での使用状況を踏まえ、クラブ側では将来的にJ1ライセンス基準を満たす15,000席規模のスタジアム新設を目指すことを念頭に、今後は白波スタジアムを「暫定的なホームスタジアム」として位置づけると説明した。
2017年3月、前年の市長選挙でスタジアムの整備検討を公約に掲げて四選を果たした森博幸鹿児島市長は市を中心に有識者やスポーツ関係団体、経済関係団体の代表らで構成する「サッカー等スタジアム整備検討協議会」を設置し、本格的な検討に着手。6月27日に行われた第2回会合で、鹿児島市内に専用スタジアムを新設する方向性で一致した。立地に関しては今後検討するとしたが、森市長はドルフィンポート跡地（鹿児島市本港新町）への建設に前向きであった。ただし、土地所有者である当時の鹿児島県の三反園訓知事は「ドルフィンポート跡地にスポーツ施設は検討対象としない」と、これに否定的な考えを示した。
2017年申請の2018年シーズン・ライセンスにおいて、新スタジアム建設計画の意向が県および市から文書で表明されたため、J2ライセンスが交付された。
2019年申請の2020年ライセンスにおいては、「例外規定2」に基づいたJ1ライセンスを発効された 。
鹿児島市議会は、2022年12月12日の個人質問で、白波スタジアムのJ1基準化のための改修費を試算していないことを明かした。白波スタジアムが県所有物（現在は指定管理者としてセイカスポーツセンターを代表とする「セイカ・ユナイテッドグループ」が運営）であるが、鴨池運動公園そのものは鹿児島市の所有地であるため、県との連携で白波スタジアムの改修をした方がコストの抑制につながる可能性があると説明した。
2023年6月23日、2017年のJ2ライセンス取得から6年たっても新スタジアム基本計画策定に至ってないため、Jリーグはクラブに対し状況確認の通達を出した。同月以内に求められた資料を提出できない場合、この時点で昇格圏内のJ3リーグ2位であったクラブは、2023年シーズンの成績によらず、2024年シーズンはJ2ライセンス以上は交付されず、J2昇格ができない（J3残留以下の）可能性がある 。
当初鹿児島ユナイテッドFCは、上記ドルフィンポート跡地の県所有地の構想が2023年6月になって白紙に戻された上、北埠頭での整備計画を持っている案、さらには白波スタジアムのゴール裏芝生席の座席への改築などの案が混在しており、Jリーグからは状況が停滞していると見做し、クラブに対して整備計画のまとめの報告と、県と市に意向表明書の提出を求めているという。また、例外2の規定についてはあくまでも新スタジアムの完成を前提としたものであり、白波スタジアムの改修・改築ではその根拠がなくなり、J2以上のライセンス不交付（＝J2以上への昇格不可）となる可能性があることを示唆している。
その後、9月26日にJリーグから、例外2を利用した特例条件付きJ1ライセンスの交付継続が決定したが、「白波スタジアム」は屋根の敷設率の基準が基準値を満たしていないため、Jリーグに書面を提出することを義務付けられた条件（制裁）付きの発行となった。

## 練習場
クラブ創設以来、鹿児島県立サッカー・ラグビー場（鹿児島市中山町・鹿児島ふれあいスポーツランド内） をはじめとして、県内の複数のグラウンドで練習を行っており、自前の練習場を持たない状況が続いていた。
この状況を受け、2020年3月、鹿児島市が、鹿児島市喜入町の多目的公園「喜入いきいきふれあい広場」を鹿児島ユナイテッドFCに無償貸与する契約を締結し、クラブが地方創生応援税制（企業版ふるさと納税）を活用して資金を募り、天然芝2面・人工芝1面の練習場及びクラブハウスの整備を行うことになった。募金活動と並行して整備が行われており、2021年10月に練習場としての利用が始まり、『unita』（ユニータ）の愛称が付与されている。
2024年8月8日、ENEOS喜入基地の関係会社であるENEOSマリンサービスが保有し、2022年6月30日まで宿泊施設として営業していた「喜入シーメンズクラブ」（鹿児島市喜入中名町）を、ENEOSグループのENEOS不動産及びJリーグオフィシャルパートナーのいちごの仲介によりクラブ運営法人の鹿児島プロスポーツプロジェクトが無償譲受することを発表し、選手寮として活用することを明らかにした。
2024年9月30日、先行して建設・使用されていた練習場ユニータの敷地内にクラブハウスが建設されることが発表された。総工費は約5億5000万円・2025年4月末完成予定と明らかにされた。工費や維持運営費に関しては企業版ふるさと納税やクラウドファンディングが活用されている。予定通り、2025年4月末に完成し、2025年4月27日に竣工式が執り行われた。

## 下部組織
アカデミーとして、U-18、U-15鹿児島、U-15日置及び知的障がい者サッカーチーム フューチャーズ を有する。
また、U-12およびU-6のカテゴリのスクールがあり、鹿児島、鴨池、南さつま、指宿、霧島、日置、川内、出水、伊佐の各地区、GK専門スクール（鹿児島市中山）およびセイカJrスクールで開設している。
なお、チーム創設と同時にセカンドチーム（鹿児島ユナイテッドFCセカンド）を設立したが、2016年をもって活動を終了した。

## ユニフォーム

### クラブカラー
- 白、  紺
  - 2014年、2015年は1stユニフォームの色に白が使われていた。
  - 2016年から1stユニフォームの色を紺に変更。

### ユニフォームスポンサー
| 掲出箇所   | スポンサー名                                        | 表記                                                                                               | 掲出年   | 備考 |
| 胸         | 長島研醸                                            | さつま島美人                                                                                       | 2014年 - | |
| 鎖骨       | GMOペパボ                                           | GMOペパボ                                                                                          | 2019年 - | 左側に表記 |
| 鎖骨       | 西原商会                                            | 西原商会                                                                                           | 2020年 - | 右側に表記 2015年10月 - 同年12月はパンツ |
| 背中上部   | 新日本科学                                          | SNBL 新日本科学                                                                                    | 2023年 - | 2019年 - 2022年は袖 2019年 - 2022年は「新日本科学」表記                                                                                     |
| 背中下部   | 「鹿児島をもっとひとつに。」 プロジェクト実行委員会 | あなたとわくわく 鹿児島県 マグマシティ 鹿児島市 「鹿児島をもっとひとつに。」プロジェクト実行委員会 | 2020年 - | 2020年 - 2022年は『鹿児島県 あなたとわくわく どんどん マグマシティ 鹿児島 鹿児島市 「鹿児島をもっとひとつに。」プロジェクト実行委員会』表記 |
| 袖         | NEO                                                 | NEO                                                                                                | 2023年 - | |
| パンツ前面 | 鹿児島トヨペット                                    | 鹿児島トヨペット                                                                                   | 2019年 - | |
| パンツ背面 | なし                                                | -                                                                                                  | -        | |

### ユニフォームサプライヤーの遍歴
- 2014年 - 2017年：マイター
- 2018年[55] - 2020年：プーマ
- 2021年 - 現在：アングア[注釈 4]

### 歴代ユニフォーム
| FP 1st | FP 1st | FP 1st | FP 1st | FP 1st |
| ------ | ------ | ------ | ------ | ------ |
| 2014   | 2015   | 2016   | 2017   | 2018   |
| 2019   | 2020   | 2021   | 2022   | 2023   |
| 2024   | 2025 - |        |        |        |
|        |        |        |        |        |

| FP 2nd | FP 2nd | FP 2nd | FP 2nd | FP 2nd |
| ------ | ------ | ------ | ------ | ------ |
| 2014   | 2015   | 2016   | 2017   | 2018   |
| 2019   | 2020   | 2021   | 2022   | 2023   |
| 2024   | 2025 - |        |        |        |
|        |        |        |        |        |

### 歴代ユニフォームスポンサー表記
| 年度 | 箇所         | 箇所         | 箇所         | 箇所                                               | 箇所 | 箇所                              | 箇所                         | 箇所       | サプライヤー |
| 年度 | 胸           | 鎖骨左       | 鎖骨右       | 背中上部                                           | 背中下部 | 袖                                | パンツ前面                   | パンツ背面 | サプライヤー |
| 2014 | さつま島美人 | 解禁前       | 解禁前       | JAグループ鹿児島                                   | 解禁前 | ECCジュニア                       | -                            | 解禁前     | mitre        |
| 2015 | さつま島美人 | 解禁前       | 解禁前       | 明治維新 150年 1868 - 2018 鹿児島市                | 解禁前 | - / 八反丸 リハビリテーション病院 | - / 西原商会                 | 解禁前     | mitre        |
| 2016 | さつま島美人 | 解禁前       | 解禁前       | 明治維新 150年 1868 - 2018 鹿児島市                | 愛と、電力。 ナンワエナジー                                                                                        | - / UME GROUP                     | -                            | 解禁前     | mitre        |
| 2017 | さつま島美人 | 解禁前       | 解禁前       | -                                                  | ナンワエナジー | 明治維新 150年 1868 - 2018        | -                            | 解禁前     | mitre        |
| 2018 | さつま島美人 | - / 七呂建設 | - / 七呂建設 | 明治維新 150年 1868 - 2018 維新のふるさと 鹿児島市 | ナンワエナジー | -                                 | - / BEAUTY SCHOOL SANTEROSSO | 解禁前     | PUMA         |
| 2019 | さつま島美人 | GMOペパボ    | 七呂建設     | ナンワエナジー                                     | 維新のふるさと 鹿児島市                                                                                            | 新日本科学                        | 鹿児島トヨペット             | 解禁前     | PUMA         |
| 2020 | さつま島美人 | GMOペパボ    | 西原商会     | ナンワエナジー                                     | 鹿児島県 あなたとわくわく どんどん マグマシティ 鹿児島 鹿児島市 「鹿児島をもっとひとつに。」プロジェクト実行委員会 | 新日本科学                        | 鹿児島トヨペット             | -          | PUMA         |
| 2021 | さつま島美人 | GMOペパボ    | 西原商会     | ナンワエナジー                                     | 鹿児島県 あなたとわくわく どんどん マグマシティ 鹿児島 鹿児島市 「鹿児島をもっとひとつに。」プロジェクト実行委員会 | 新日本科学                        | 鹿児島トヨペット             | -          | ANGUA        |
| 2022 | さつま島美人 | GMOペパボ    | 西原商会     | ナンワエナジー                                     | 鹿児島県 あなたとわくわく どんどん マグマシティ 鹿児島 鹿児島市 「鹿児島をもっとひとつに。」プロジェクト実行委員会 | 新日本科学                        | 鹿児島トヨペット             | -          | ANGUA        |
| 2023 | さつま島美人 | GMOペパボ    | 西原商会     | SNBL 新日本科学                                    | あなたとわくわく 鹿児島県 マグマシティ 鹿児島市 「鹿児島をもっとひとつに。」プロジェクト実行委員会                 | NEO                               | 鹿児島トヨペット             | -          | ANGUA        |

## メディア

### テレビ
- KICK OFF! KAGOSHIMA (鹿児島放送、月曜 18時40分 - 18時55分)